# Драгунський батальйон Великого князя Бутигейда
Драгунський батальйон Великого князя Бутигейда — військове формування сухопутних військ збройних сил Литви. Від 2016 року входить до складу відновленої моторизованої піхотної бригади «Жемайтія».

## Історія
Драгунський моторизований піхотний батальйон Великого князя Литовського Бутигейда розпочав свою діяльність 19 червня 1992 р., коли Міністерство оборони Литви видало наказ бригаді польової армії №. 146 «Про формування окремого Клайпедського мотодесантного батальйону», начальником штабу польової бригади та начальником відділення десантної підготовки капітану Рімантасу Балтусісу було доручено формування окремого Клайпедського мотодесантного батальйону у Немірсеті (передмістя Паланги). Надалі протягом історії формування, його структура, назва та призначення неодноразово змінювалися:
- 20.07.1992-26.10.1993 – Клайпедський мотодесантний батальйон 1-ї польової піхотної бригади імені Залізного вовка.
- 27.10.1993-31.03.1995 – Клайпедський 7-й драгунський Поморський батальйон Моторизованої бригади «Залізний вовк» .
- 1.04.1995-30.11.1999 – Клайпедський 7-й драгунського батальйон берегової охорони військово-морських сил.
- 1.12.1999-31.08.2004 – Драгунський батальйон Великого князя Литовського Бутигейда Західної військової округи.
- 1.09.2004-31.12.2011 – Драгунський навчальний батальйон Великого князя Литовського Бутигейда Добровольчих сил національної оборони.
- 1.01.2012 – Драгунський навчальний батальйон Великого князя Литовського Бутигейда передано до складу сухопутних військ.
- 1.01.2016 – Драгунський батальйон було перепідпорядковано новоствореній моторизованій піхотній бригаді «Жемайтія».

## Структура
- штаб та штабна рота
- 1-ша моторизована рота
- 2-га моторизована рота
- 3-тя моторизована рота
- рота важкого озброєння
- рота безпосередньої підтримки

## Командування
- підполковник Рімантас Балтусіс – 19 червня 1992
- підполковник Неріюс Рімкевічюс – 3 липня 2000
- підполковник Пятрас Міласіус – 2 липня 2003
- майор Зіґмантас Янкаускас – 4 грудня 2005
- підполковник Сауліус Паліуліс – 17 липня 2009
- підполковник Альґірдас Мацконіс – 19 липня 2011
- підполковник Ґьедріус Англіцкіс – 28 червня 2013
- підполковник Віктораса Багдонас – 3 липня 2015